# Marià Fortuny

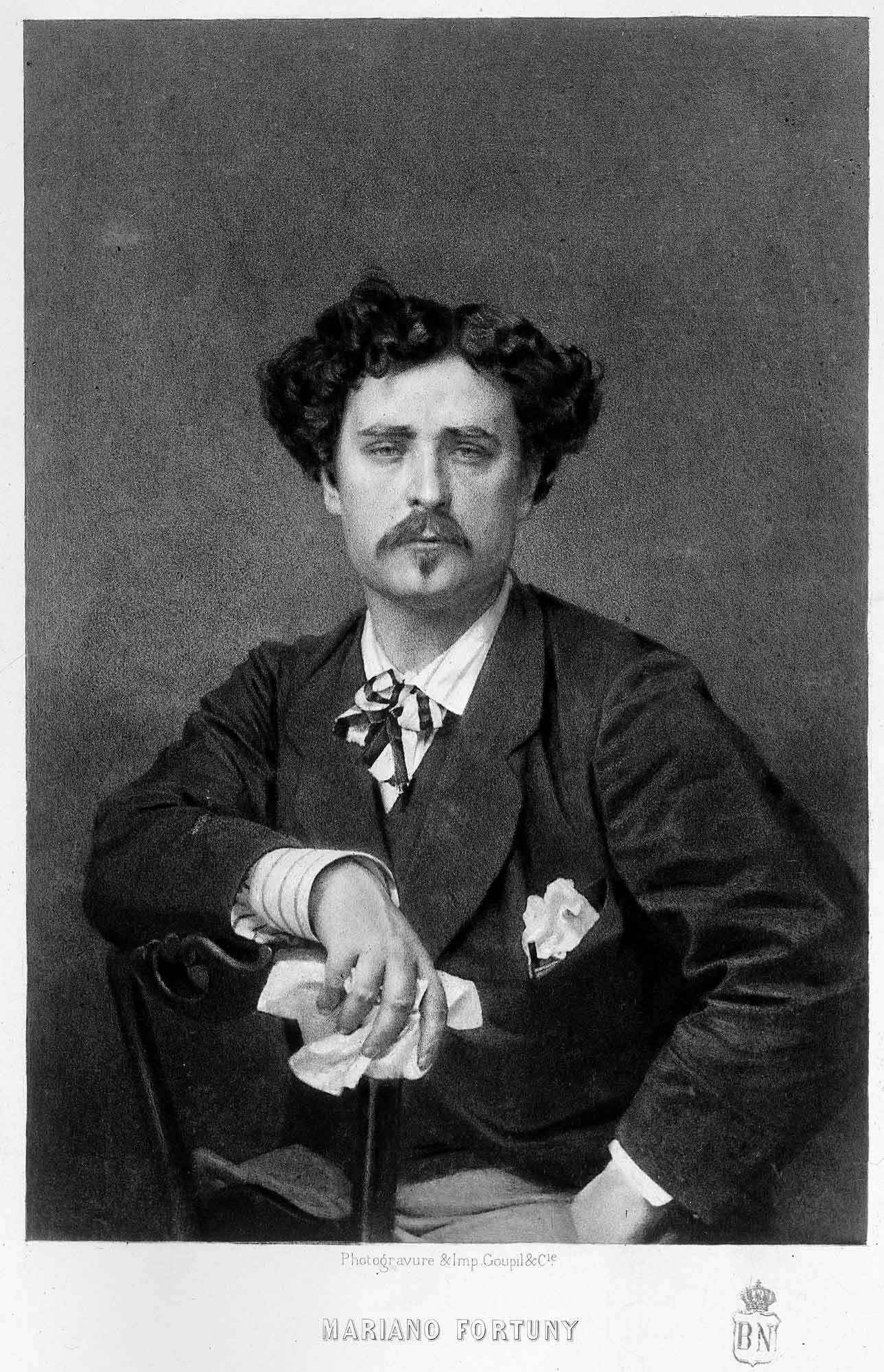
Marià Fortuny, 1875

Marià Fortuny, eigenlijk Marià Josep Maria Bernat Fortuny i Carbó, ook Marià Josep Maria Bernat Fortuny i Marsal, (Reus (Catalonië), 11 juni 1838 – Rome, 21 november 1874), was een Spaans kunstschilder, graficus en tekenaar.

## Leven en werk
Mariano, zoals hij ook genoemd werd, groeide op bij zijn grootvader die beeldsnijder, meubelmaker en ontwerper was en kreeg zijn eerste lessen in tekenen in het atelier van Domingo Soberano in 1850, toen hij pas twaalf jaar oud was. Daarna ging hij nog in de leer bij de zilversmid en miniatuurschilder Antonio Bassa.
In 1852 kon hij dankzij een toelage van twee geestelijken uit Reus naar Barcelona gaan en studeren aan de Escuela de Artes Y Oficios, een kunstacademie, bij de beeldhouwer Domènec Talarn. In 1853 volgde hij de lessen aan de kustacademie van San Jorge eveneens in Barcelona, bij de schilders Claudio Lorenzale, Luis Rigalt en Pau Milá. Hij leert er ook de litho’s van Paul Gavarni kennen, de Franse tekenaar, graficus en aquarellist, die hem in zijn beginperiode sterk zullen beïnvloeden. Fortuny volgde tegelijkertijd privéles bij Lorenzale, een aanhanger van de romantiek, we zullen die stijl dan ook in zijn eerste werken terugvinden.
In 1857 krijgt hij van de provincieraad van Barcelona een beurs om twee jaar in Rome te gaan studeren. Hij vertrekt in 1858 om er te studeren aan de Academia Chigi. Bij zijn aankomst in Rome woont hij een poosje samen met Atillio Simonetti die een van zijn beste vrienden zal worden. Hij hield zich in Rome naast zijn studies bezig met het kopiëren van werken van oude meesters.

De slag bij Tétouan (onvoltooid) (Museu Nacional d'Art de Catalunya).

In 1860 krijgt hij van de provincie Barcelona de opdracht om als oorlogsschilder naar Marokko te trekken om schetsen te maken van de oorlogsverrichtingen van het Spaanse leger tijdens de Spaans-Marokkaanse oorlog van 1859-1860. Die eerste reis naar Noord-Afrika duurde slechts zes maanden, maar had een diepgaande invloed op de jonge kunstenaar. Het Marokkaanse licht en het exotisme zouden zijn toekomstig werk diepgaand beïnvloeden. Hij maakte ter plaatse schetsen van de slag bij Wad-Rass en leerde er de Franse journalist en kunstcriticus Charles Yriarte kennen.

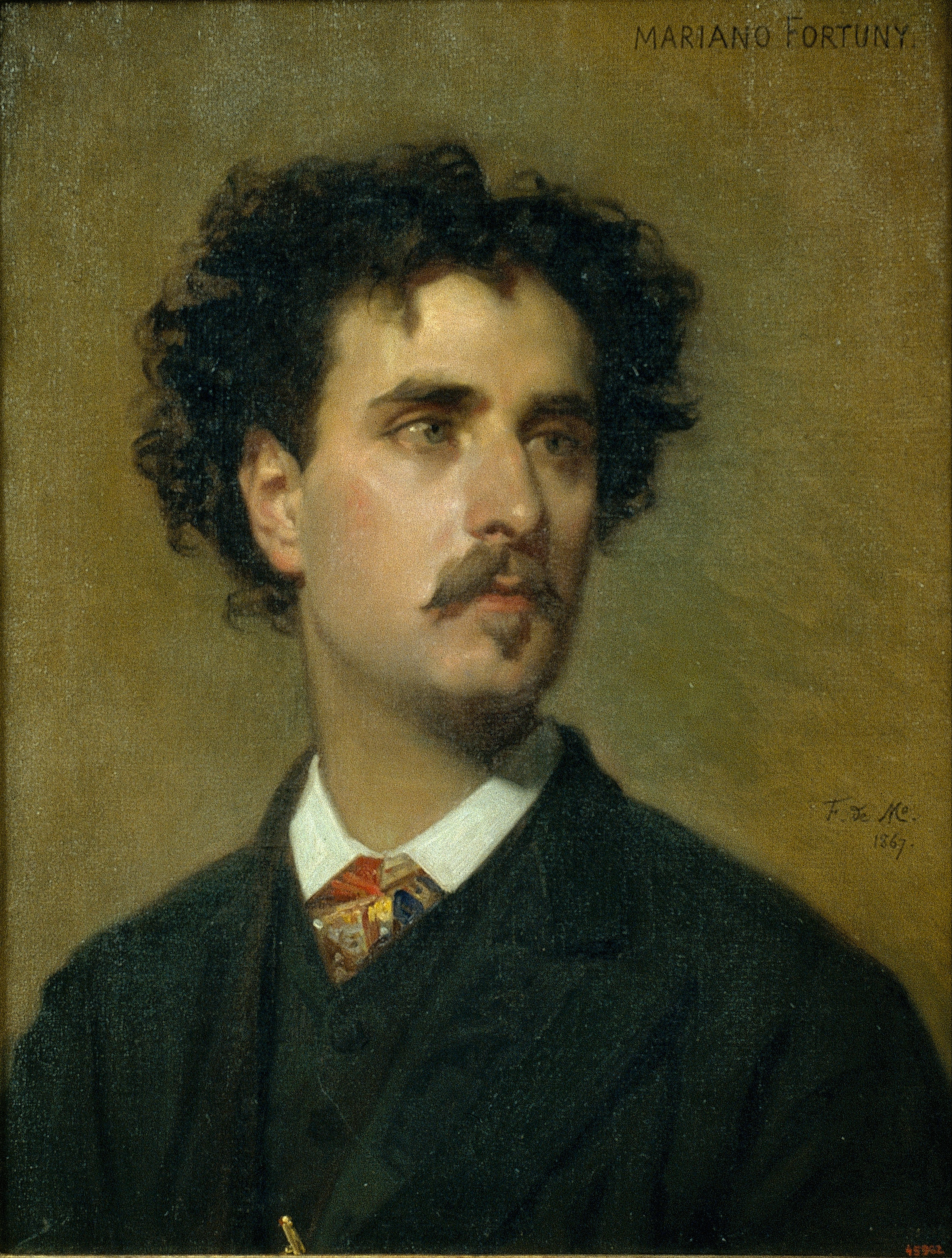
Federico de Madrazo - Portret van Marià Fortuny, 1867.

Datzelfde jaar terug in Spanje, leerde hij de schilder Federico de Madrazo kennen, zijn toekomstige schoonvader. Met hem bezocht hij voor het eerst het Prado in Madrid. Hij raakte er bijzonder geboeid door het werk van Diego Velázquez en Francisco Goya. In Barcelona stelde hij een aantal van de tekeningen die hij in Marokko gemaakt had tentoon, waarop hij van de overheid de vraag kreeg om naar Versailles te reizen om er het schilderij De verovering van de Smalah van Abd al-Kader van Horace Vernet te bestuderen. Daarna keerde Fortuny terug naar zijn studio in Rome. Hij begon er aan zijn grote werk De slag bij Tétouan (3 x 9,72m) en volgde ondertussen lessen aan de Franse Academie voor Schone Kunsten in de Villa Medici. Hij maakte zijn eerste gravure in Rome in 1861 en waarschijnlijk zijn een groot aantal van de 73 gravures die hij creëerde in zijn atelier in Rome tot stand gekomen. Bij een bezoek aan Florence in 1861 ter gelegenheid van de nationale tentoonstelling leerde hij waarschijnlijk de Macchiaioli kennen. Op vraag van de deputatie van Barcelona keert hij terug naar Marokko om zijn werk voor de deputatie af te maken. Hij verbleef in september en oktober 1862 in Tangers en Tétouan waar hij naast het werk voor de deputatie nog een aantal andere werken schilderde die de oriëntalistische sfeer ademen. In 1863 keerde Fortuny terug naar Barcelona waar de deputatie zijn beurs voor Rome met twee jaar verlengde.

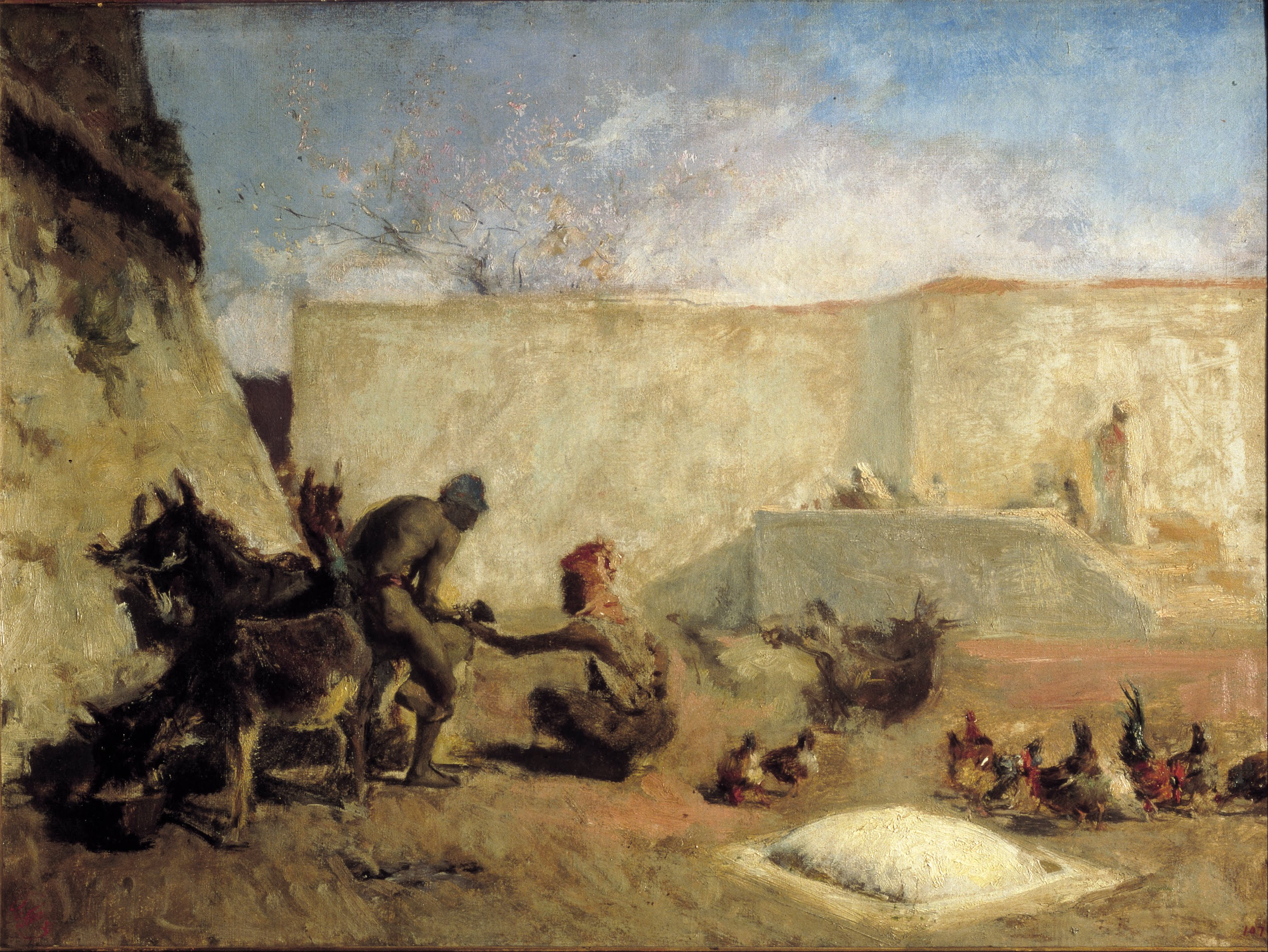
Marià Fortuny – Marokkaanse hoefsmid, ca.1870.

Van de hertog van Riánsares, Agustín Fernando Muñoz y Sánchez, kreeg hij in 1865 de opdracht voor een schilderij waarop koningin Maria Christina de artilleriebatterijen van Madrid inspecteert. De hertog fungeert vanaf dan als zijn mecenas. Het jaar daarop tijdens een reis naar Parijs ontmoet hij de Parijse kunsthandelaar Goupil, met wie hij in september 1866 een contract afsluit voor de verkoop van zijn werk. In juni 1866 werden zijn schilderijen tentoongesteld in het atelier van zijn vriend Sans Cabot en Federico de Madrazo, ondertussen directeur van het Prado, bleek zeer geïnteresseerd in het werk van de jonge schilder en nodigde hem uit bij hem thuis. Daar ontmoet Fortuny Cecilia, de dochter des huizes, met wie hij in november 1867 in het huwelijk zal treden in de kerk van San Sebastian in Madrid. Ter dier gelegenheid kreeg hij het idee voor een van zijn beroemdste werken La Vicaria (zie galerij). Na een kort verblijf in Madrid vestigde het jonge paar zich in 1868 in Rome. Van daaruit bezocht Fortuny regelmatig Parijs. De tentoonstelling van zijn werk in de Galerie Goupil vestigde zijn reputatie in Frankrijk. Toen in 1870 de Frans-Pruisische oorlog uitbrak verhuisden ze naar Granada waar ze bleven tot in november 1872. Dan keerden ze terug naar Rome waar Fortuny in 1874 overleed. Fortuny had twee kinderen, een dochter Maria Luisa en een zoon, de later beroemd geworden modeontwerper Mariano Fortuny.

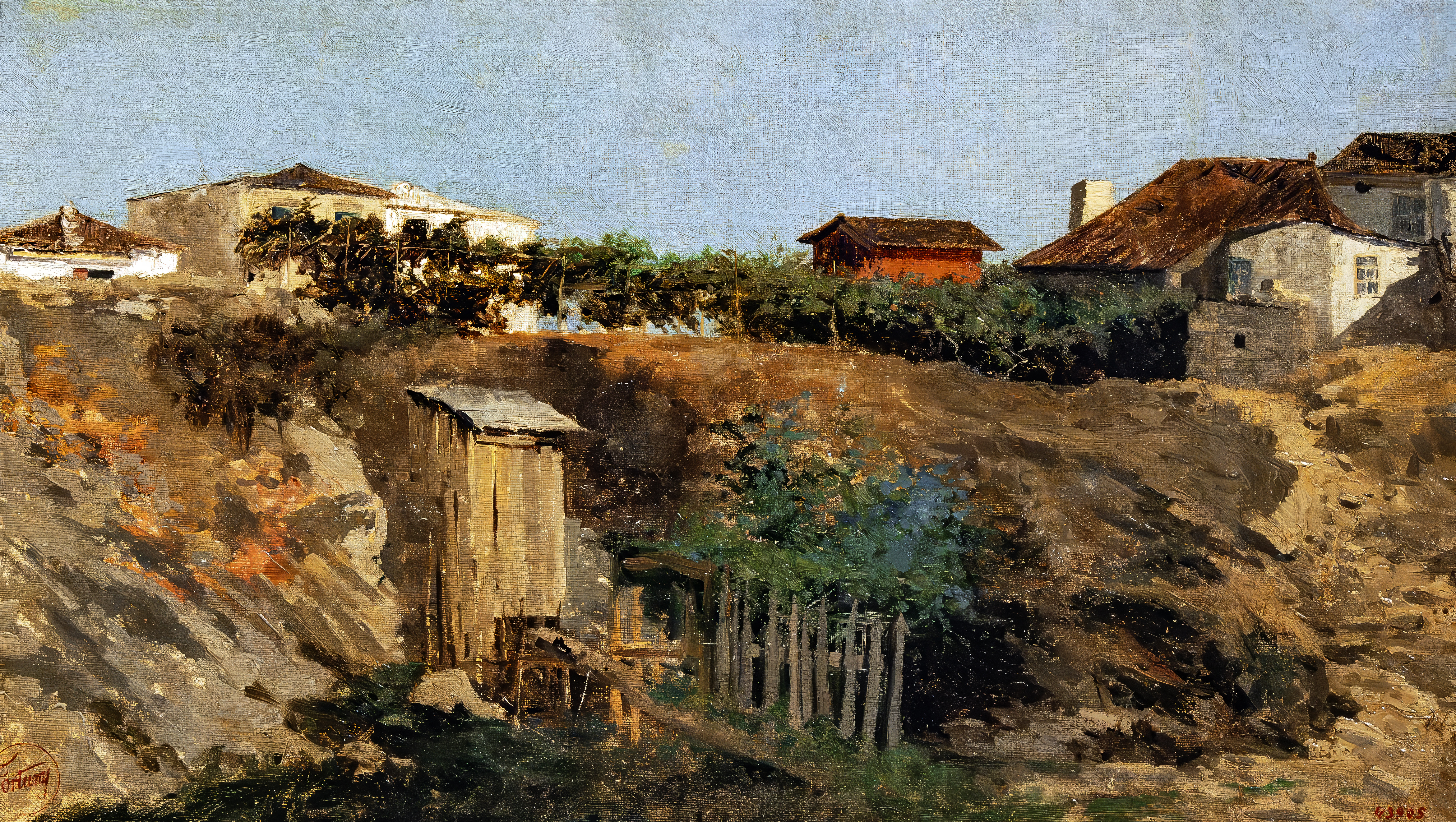
Marià Fortuny – Landschap bij Portici, 1874.

## Stijl
Fortuny maakte in de stijl van Meissonier een aantal kleine genrestukken. Hij schilderde bij voorkeur werken met een opgewekte inhoud in tegenstelling tot de zwaarmoedige Spaanse traditie. Hij gebruikte een sprankelend kleurenpalet, was technisch virtuoos, schilderde mooie lichteffecten en had een voorliefde voor anekdotische details in zijn werken. Hij had in de jaren 1870 vooral succes in Frankrijk waar de critici de opkomende impressionisten als navolgers van Fortuny zagen en op basis van hun vrije penseelvoering en heldere lichte kleuren “fortunisten” werden genoemd. Fortuny’s succes viel dus samen met de opkomst van de impressionisten hoewel hijzelf niet bij die stroming kan ingedeeld worden. Hij blijft het academische clair-obscur gebruiken en zijn voorliefde voor zwart, bruin en aardtinten onderscheidt hem duidelijk van de impressionisten. In de periode na zijn huwelijk, schilderde hij vooral taferelen uit Sevilla, Portici en Granada, landschappen, portretten en naakten.

## Werken
Voor een lijst van werken zie de site van het Prado in de bronnen.

## Galerij

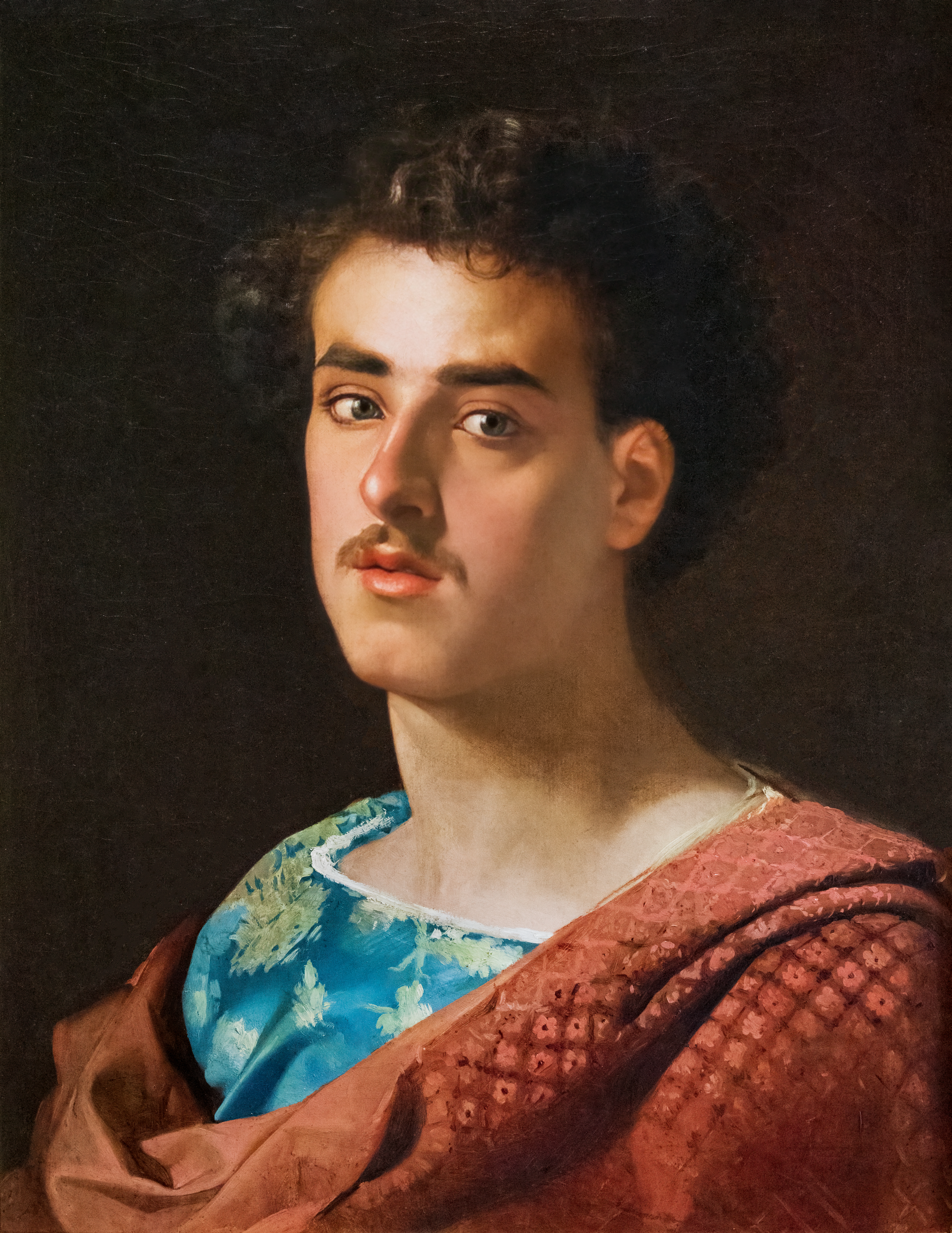
Zelfportret, 1858
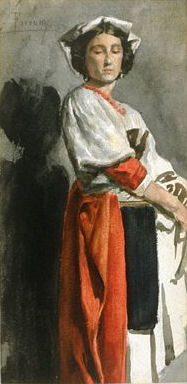
Italiaanse, 1858
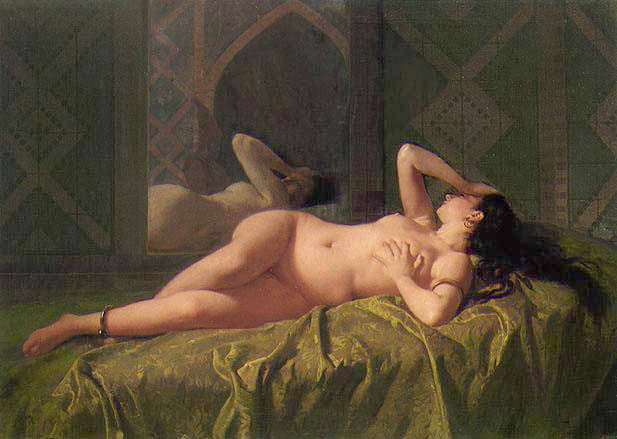
Odalisk, 1862
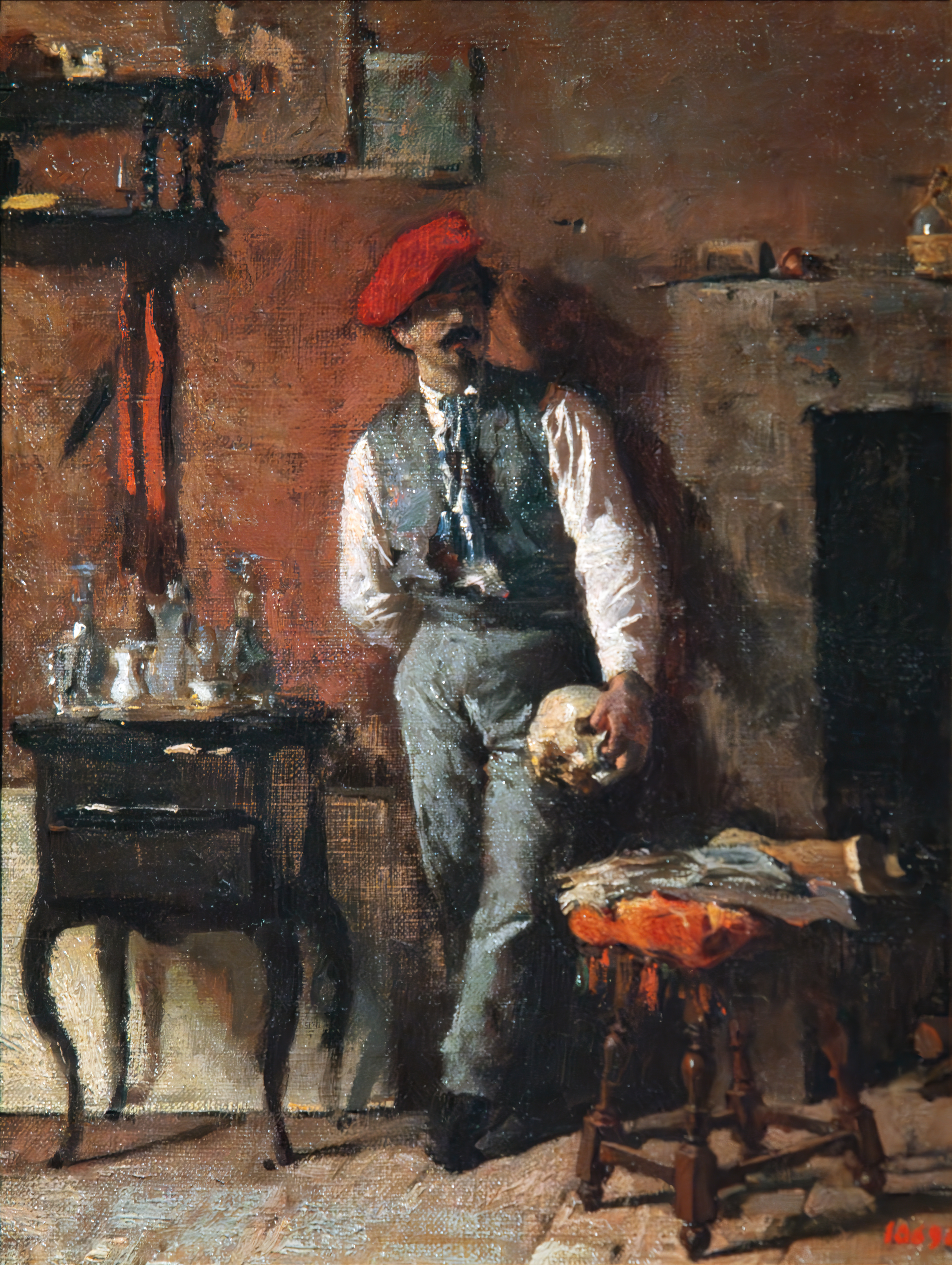
Portret van de beeldhouwer Jeroni Suñol, 1864
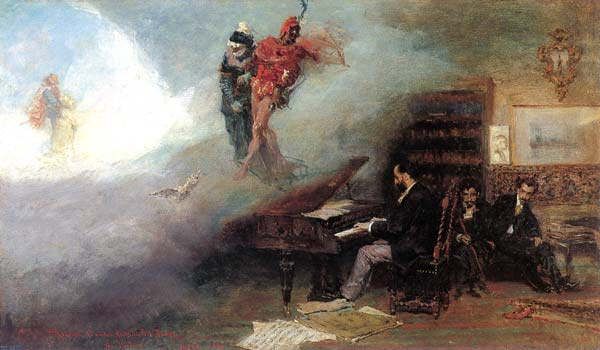
Fantasie over Faust, 1866
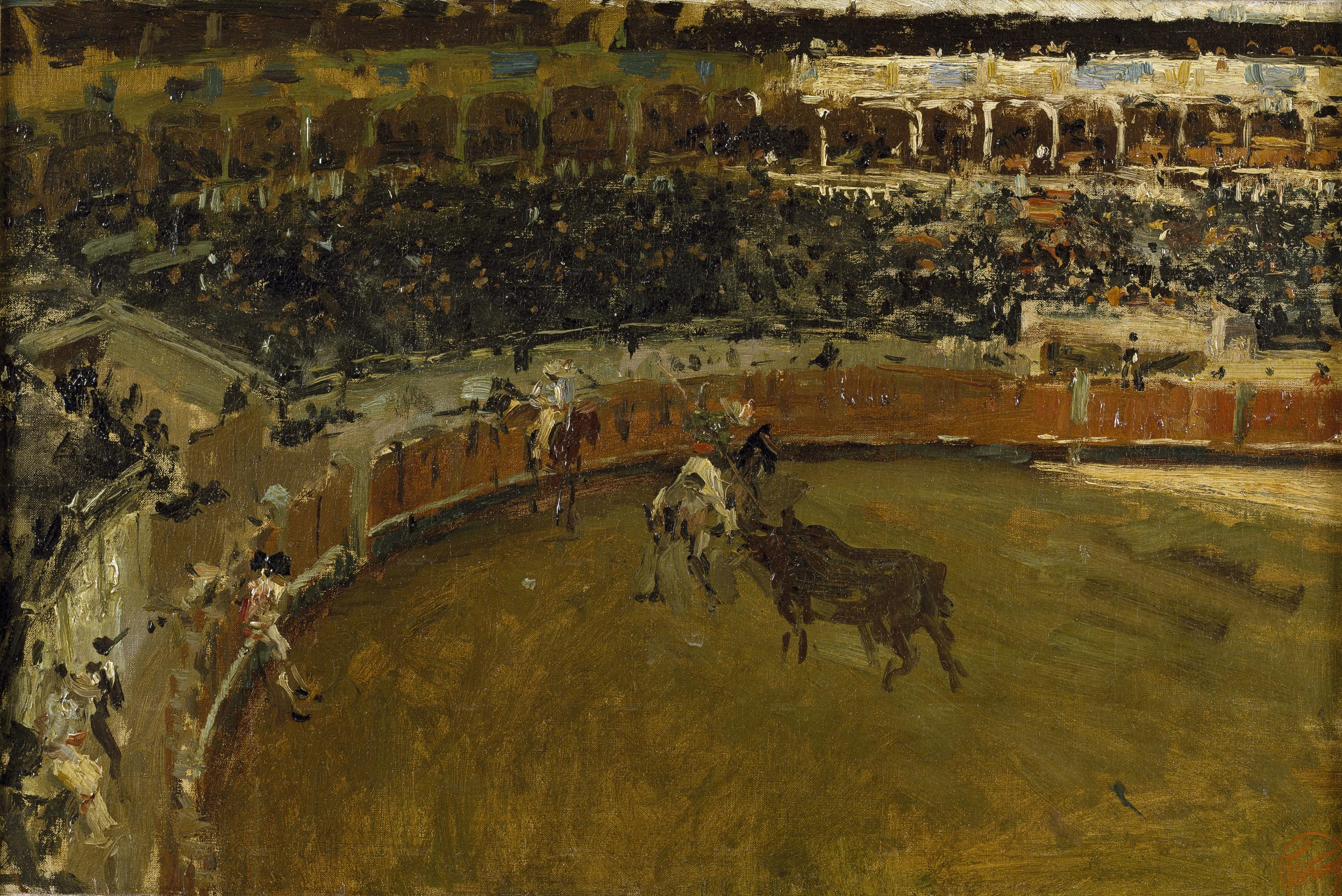
Stierengevecht, 1869
De pastorie (La Vicaria), 1870
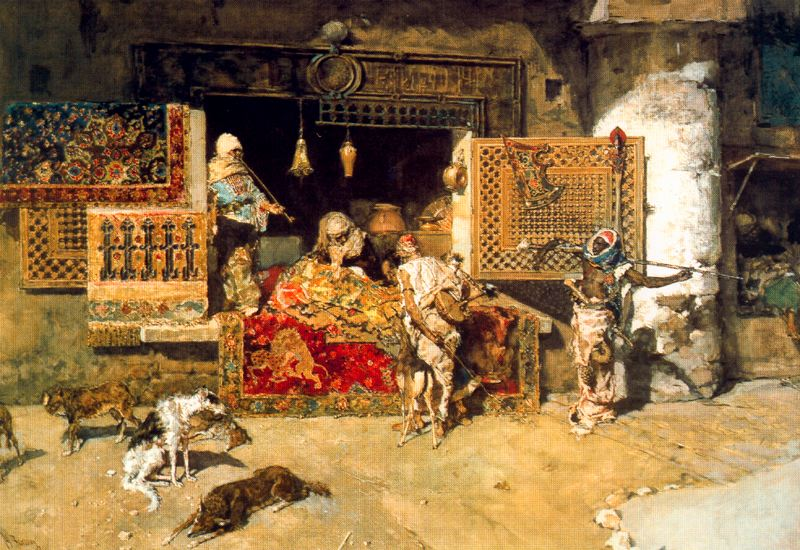
De tapijthandelaar, 1870
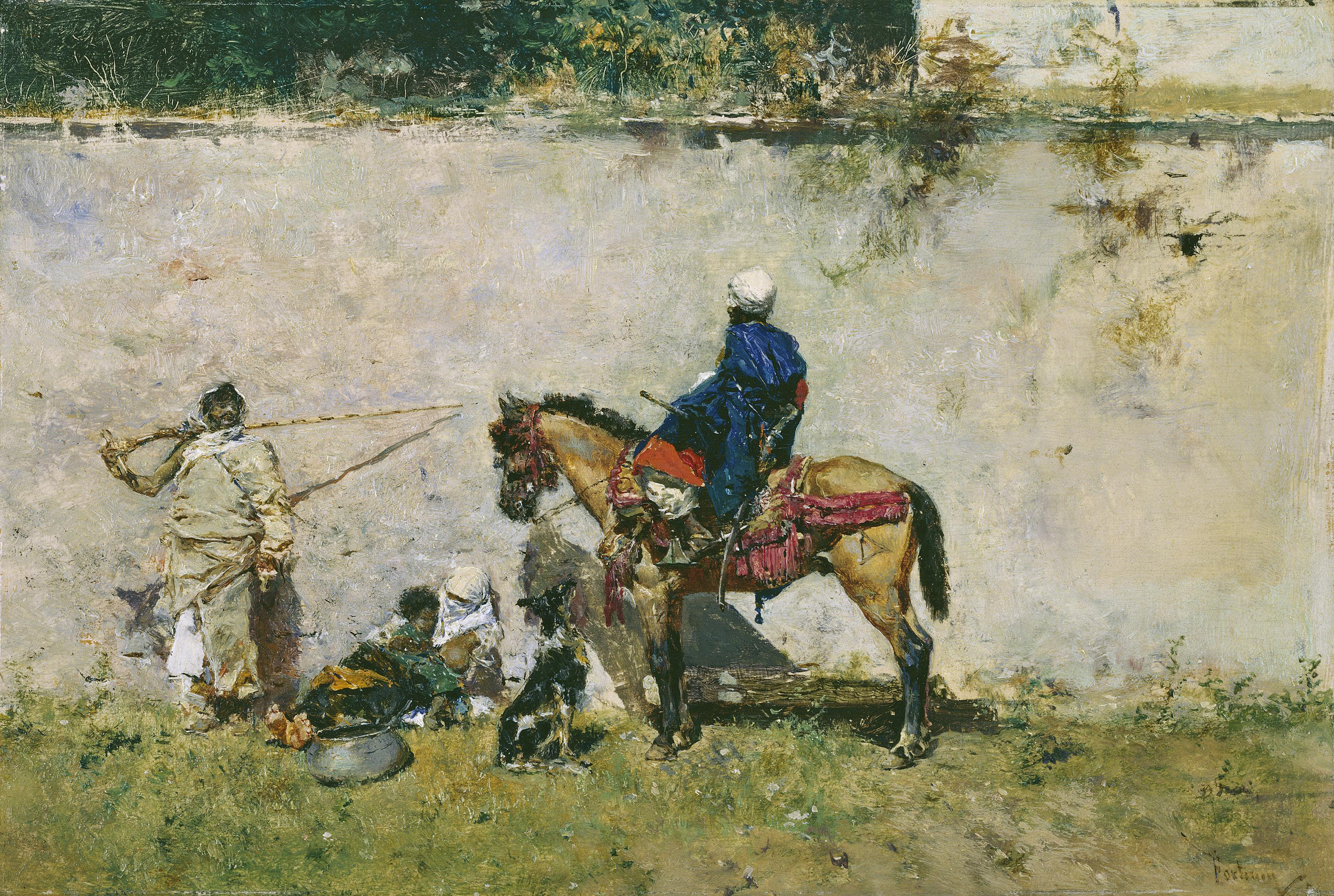
Marrokanen, 1872-1874
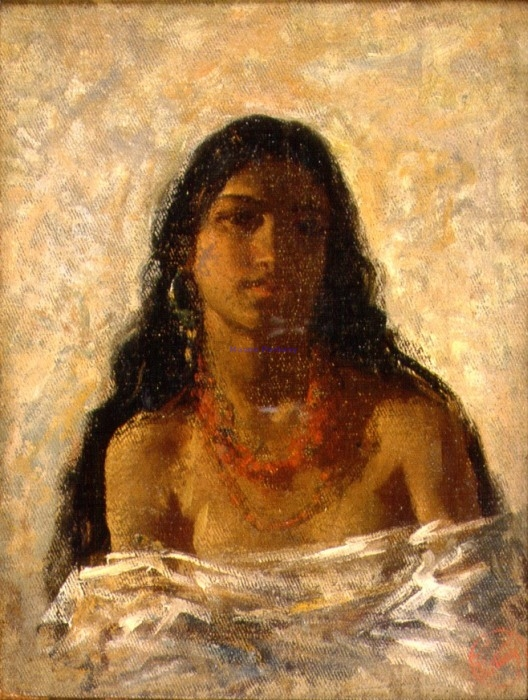
Zigeunerin, 1872-1874
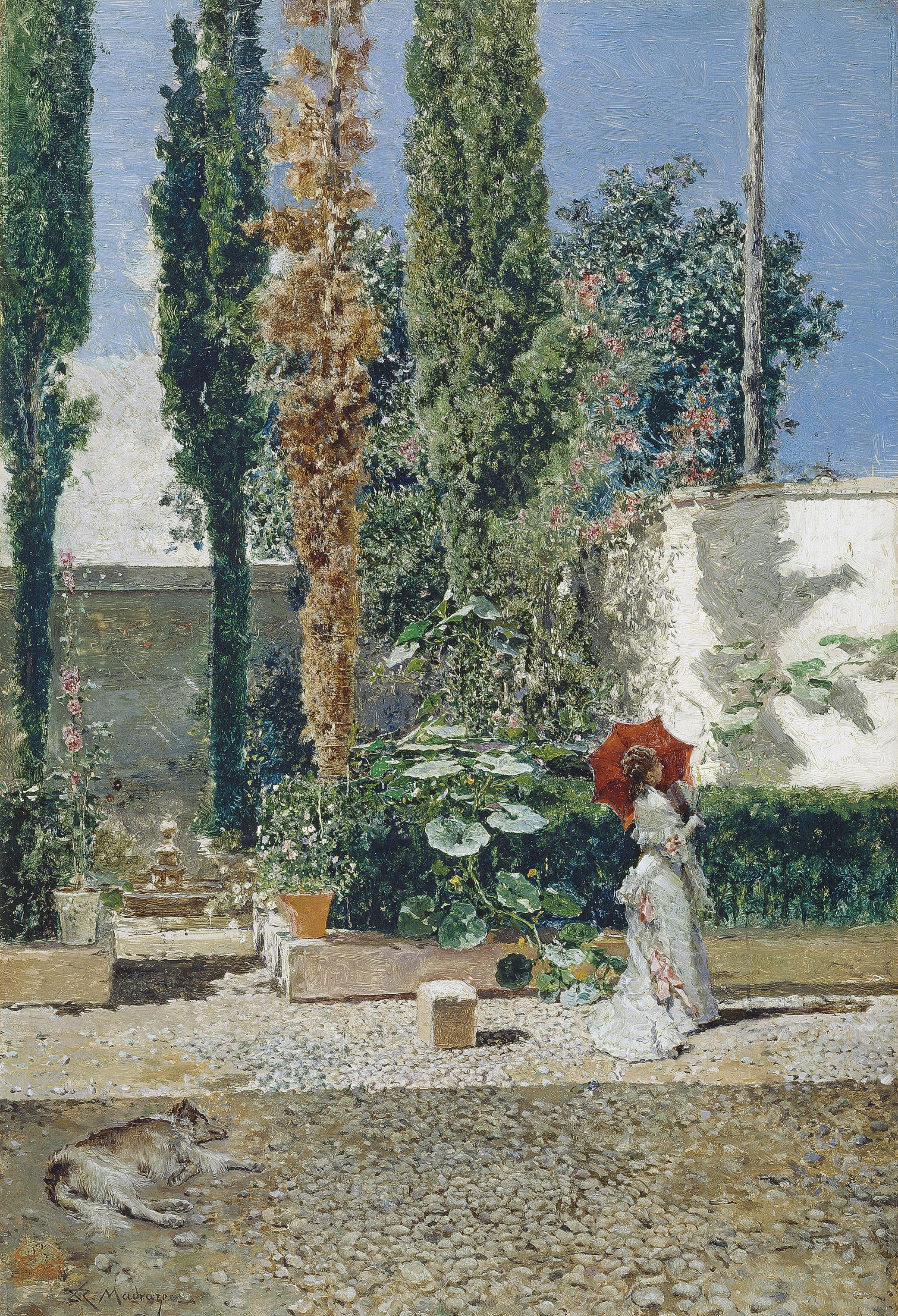
De tuin van zijn huis, 1872-1874